# 小野田駅
小野田駅（おのだえき）は、山口県山陽小野田市大字東高泊にある、西日本旅客鉄道（JR西日本）の駅である。
山陽本線を所属線としており、当駅が終点となる小野田線を加えた2路線が乗入れる。

## 歴史
- 1900年（明治33年）12月3日：山陽鉄道 三田尻駅（現・防府駅） - 厚狭駅間の開通と同時に開業[2]。旅客・貨物の取扱を開始[2]。
- 1906年（明治39年）12月1日：山陽鉄道の国有化により官設鉄道の駅となる[2]。
- 1909年（明治42年）10月12日：線路名称制定。山陽本線の所属となる。
- 1915年（大正4年）11月25日：小野田軽便鉄道がセメント町駅（現・小野田港駅）まで開業[3]。国有鉄道との共同使用駅となる。
- 1923年（大正12年）6月25日：小野田軽便鉄道が小野田鉄道に社名変更[3]。
- 1943年（昭和18年）4月1日：小野田鉄道が国有化し小野田線となり[3]、国有鉄道単独駅に戻る。
- 1947年（昭和22年）
  - 10月1日：線路名称改定。小野田線が宇部西線に編入される[3]。
  - 12月3日：昭和天皇の戦後巡幸。長府駅 - 小野田駅間にお召し列車が運行[4]。
- 1948年（昭和23年）2月1日：線路名称改定。宇部西線が小野田線に改称される[3]。
- 1951年（昭和26年）6月8日：駅舎改築[5]。
- 1984年（昭和59年）1月21日：車扱貨物の取扱を廃止[2]。駅南側に有蓋車用の貨物ホームが設置されていた。
- 1986年（昭和61年）：みどりの窓口営業開始。
- 1987年（昭和62年）4月1日：国鉄分割民営化により、西日本旅客鉄道の駅となる[2]。
- 2005年（平成17年）4月1日：ジェイアール西日本広島メンテック（現：JR西日本広島メンテック）による業務委託駅となる。
- 2021年（令和3年）
  - 1月31日：みどりの窓口の営業を終了。
  - 2月1日：みどりの券売機が稼働開始。
- 2023年（令和5年）
  - 4月1日：山陽本線でICカード「ICOCA」の利用が可能となる[6][7]。
  - 10月1日：駅員は周辺駅を含めて巡回するため、当駅に常駐せず、改札口付近に設置されているインターホンでの遠隔対応へと変更[8]。

## 駅構造

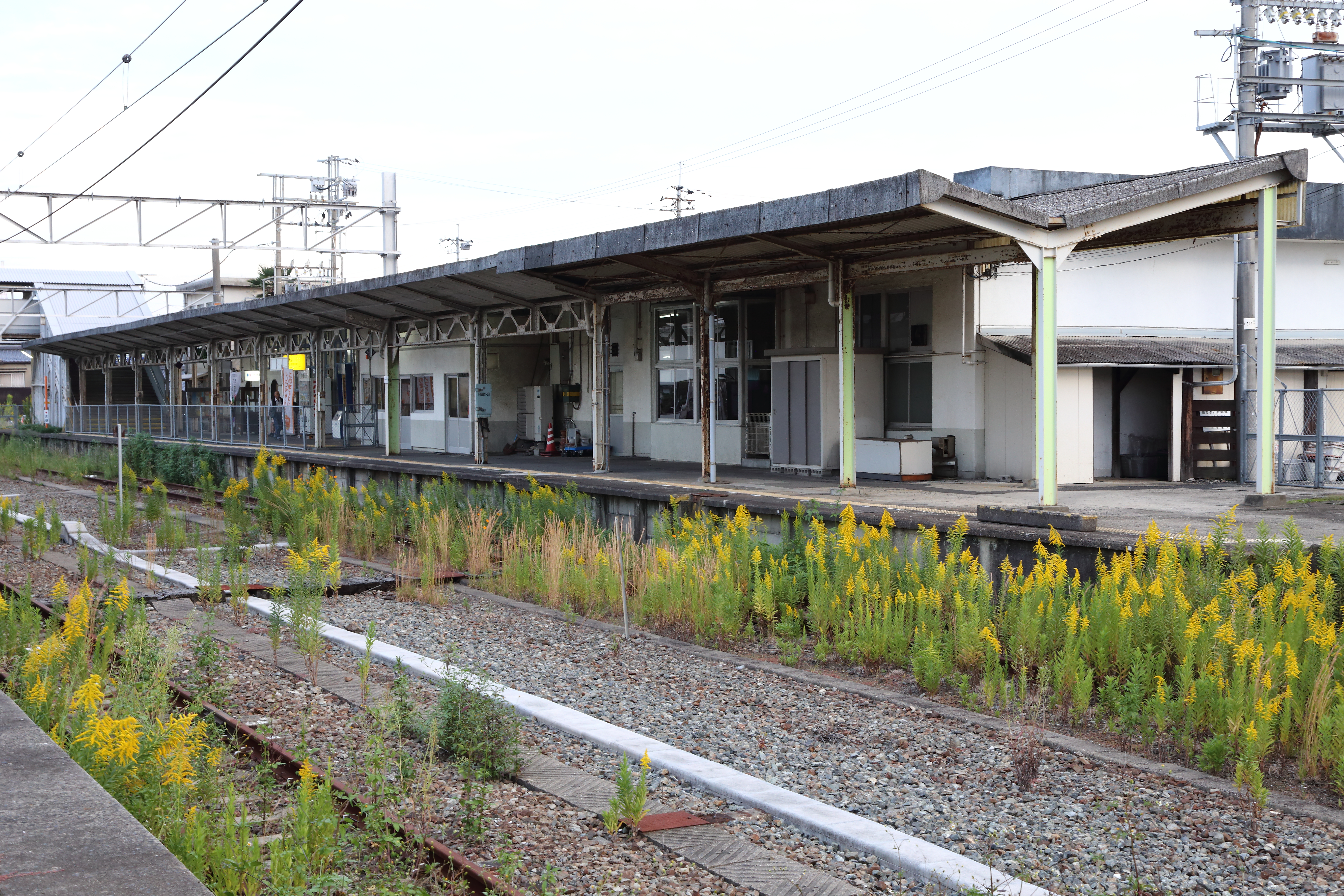
1番のりば跡（2016年10月）

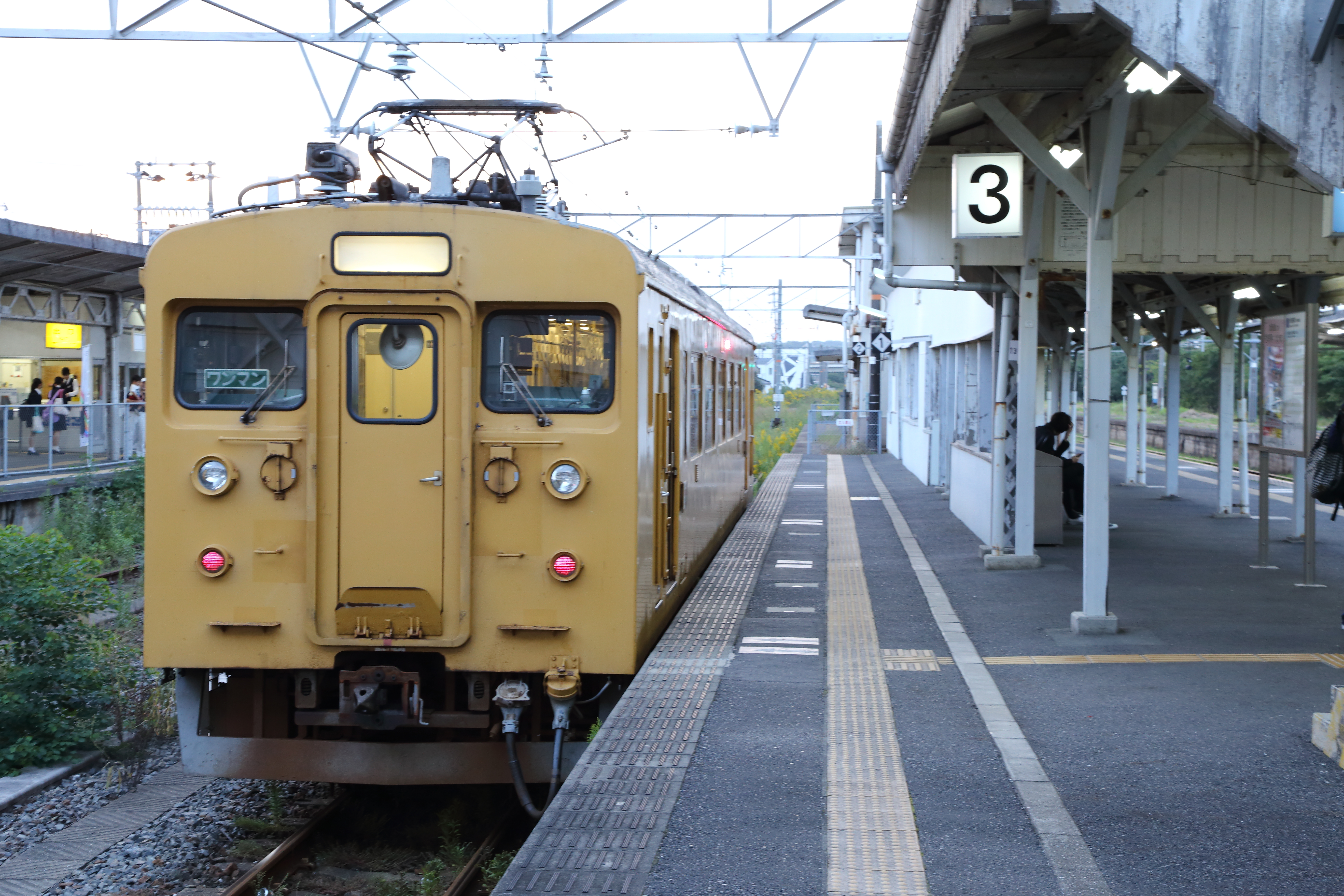
小野田線の列車が3番のりばに停車中（2016年10月）

島式ホーム2面4線を有する地上駅。3・4番のりば、5・6番のりばがそれぞれ同一平面上にあり、各ホームは跨線橋で連絡している。
みどりの券売機が設置されている。かつてはみどりの窓口が設置されていたが、現在は営業を終了している。駅員は周辺駅を含めて巡回するため、改札口付近に設置されているインターホンにて対応する運用となっている。
自由通路の設置及び駅舎の橋上駅化を実施する構想があり、山陽町と小野田市の合併時に策定された新市建設計画にも掲載されているが、その整備計画は具体化していない。

### のりば
| のりば | 路線       | 方向       | 行先               |
| ------ | ---------- | ---------- | ------------------ |
| 3      | ■小野田線  | -          | 雀田・長門本山方面 |
| 4      | ■山陽本線  | 下り       | 下関・九州方面     |
| 5      | （臨時用） | （臨時用） | （臨時用）         |
| 6      | ■山陽本線  | 上り       | 新山口・防府方面   |

付記事項
- 使用停止となった1番のりばはもともと小野田線の本線（現在小野田線の全列車が使用する3番のりばはあくまで副本線の扱いであった）で、2003年（平成15年）ダイヤ改正以前は小野田線電車が1本のみ使用していたが、以降使われなくなった。2008年（平成20年）12月までには架線が撤去され電車の進入ができなくなり、2009年（平成21年）4月までには分岐器・信号機等も撤去された。これに伴い、3番のりばが小野田線の本線として整備され、山陽本線への渡り線も切断された。そのため現在は当駅を介して山陽本線と小野田線を直通運転することは出来ない。なお、以前は小野田線車両の夜間留置が行われていた。
- 5番のりばは山陽本線の中線であるが、定期旅客列車の発着はなく、試運転及び工事・非常時[11]の折り返しとして使用されることが多い。
- かつては1・3番のりばの間にホームのない中線として2番線が存在し、厚狭 - 宇部間の貨物専用線とも接続していたが、既に撤去され現存しない。
- かつて当駅西側、県道71号線と山陽本線との交差部南東に隣接して箒型貨物ヤードがあった。引上線は本線のように北西にカーブすること無く真直ぐ西方向に川を渡って伸びていた。
- かつて6番のりば北側に仕分線群が広がっていたが、現在は行止まりの側線1線のみを残して撤去されている。

## 利用状況
1日平均乗車人員は以下の通り。
| 乗車人員推移 | 乗車人員推移 |
| 年度         | 1日平均人数  |
| ------------ | ------------ |
| 1999         | 1,679        |
| 2000         | 1,602        |
| 2001         | 1,507        |
| 2002         | 1,417        |
| 2003         | 1,391        |
| 2004         | 1,335        |
| 2005         | 1,301        |
| 2006         | 1,272        |
| 2007         | 1,275        |
| 2008         | 1,332        |
| 2009         | 1,253        |
| 2010         | 1,268        |
| 2011         | 1,247        |
| 2012         | 1,289        |
| 2013         | 1,347        |
| 2014         | 1,284        |
| 2015         | 1,315        |
| 2016         | 1,329        |
| 2017         | 1,371        |
| 2018         | 1,382        |
| 2019         | 1,311        |
| 2020         | 1,123        |
| 2021         | 1,098        |
| 2022         | 1,162        |

## 駅周辺
- 山陽小野田市役所
- 山口県立小野田高等学校
- サビエル高等学校
- 山陽小野田市立高千帆中学校
- 山陽小野田市立高千帆小学校
- 高千帆郵便局
- 山口銀行小野田駅前支店
- 西京銀行日の出支店
- 山陽小野田警察署
- 国道190号
- 山口県道30号小野田美東線
- 山口県道71号小野田山陽線
- 山口県道223号小野田港線
- 小野田オリエンタルホテル]
- ダイレックス小野田店
- つねまつ菓子舗

### バス路線
- サンデン交通
  - 小野田市街・サンパークおのだ、 埴生・小月駅・下関駅
- 船木鉄道
  - 小野田市街・サンパークおのだ・宇部新川駅・宇部中央・宇部市役所、日赤・理科大、本山岬 、際波台・船木、厚狭駅

## 隣の駅
西日本旅客鉄道（JR西日本）
■山陽本線
宇部駅 - 小野田駅 - 厚狭駅
■小野田線
目出駅 - 小野田駅